# Nikolaevsky (huyện của Volgograd)
Huyện Nikolaevsky (tiếng Nga: ? райо́н) là một huyện hành chính tự quản (raion), của Tỉnh Volgograd, Nga. Huyện có diện tích 3448 kilômét vuông, dân số thời điểm ngày 1 tháng 1 năm 2000 là 35100 người. Trung tâm của huyện đóng ở Nikolaevsk.